# Tamaia Associació de dones contra la violència familiar
Tamaia. Associació de dones contra la violència familiar és una associació que va néixer a Barcelona l'any 1992 fruit de la iniciativa d'un grup de dones víctimes d'aquestes agressions i d'un grup de professionals del treball social. El 2004 va rebre la Creu de Sant Jordi i el 2007 la Medalla d'Honor de Barcelona.
El primer objectiu de l'associació va ser la constitució d'un grup d'ajuda mútua per a dones maltractades, un cop detectada la manca de recursos específics que ajudessin aquestes persones a recuperar-se dels efectes i conseqüències de la violència després d'haver sortit del centre d'acollida o d'haver-se separat legal i físicament dels agressors. Posteriorment, es va decidir obrir el grup a altres dones afectades per la problemàtica i es va crear un espai permanent d'informació sobre la violència familiar.
L'objectiu de l'equip de professionals de l'associació ha estat el de desenvolupar línies de treball que potenciïn i possibilitin la recuperació de les dones afectades per la violència domèstica. L'experiència i la reflexió portada a terme per l'equip de Tamaia, a partir de la vivència de les mateixes dones, ha permès anar definint com la recuperació de les situacions d‘aquesta mena de violència, donades les greus seqüeles, no és automàtica a partir d'una separació física-legal de l'agressor, sinó que és part d'un procés complex i difícil per a les víctimes i els seus fills o filles. Actualment l'associació reb el suport de l'Ajuntament de Barcelona, la Diputació de Barcelona, l'Institut Català de la Dona i l'Institut Català de Serveis Socials.